# Doka
Doka (arab. دوكة) – miasto we wschodnim Sudanie, w wilajecie Al-Kadarif.
6 grudnia 2007 ówczesny prezydent Sudanu, Umar al-Baszir, i etiopski premier Meles Zenawi wzięli udział w inauguracji autostrady biegnącej od Al-Kadarif przez Doka i Gallabat do Metemma w Etiopii.